# کلینگسکا ویلکیه
کلینگسکا ویلکیه (به لهستانی:  Kliniska Wielkie) یک منطقهٔ مسکونی در لهستان است که در گمینا گولنگوو واقع شده‌است.